# Huurlingen (stripalbum)
Huurlingen is het twintigste stripalbum uit de stripreeks Jeremiah. Het album is geschreven en getekend door Hermann Huppen. Van dit album verschenen tot nu toe twee drukken, bij uitgeverij Dupuis in de collectie Spotlight, in 1997 en 2006.

## Inhoud
Jeremiah en Kurdy komen aan in een stad waar een mijn wordt geëxploiteerd. De mijn lijkt een goed beschermd geheim te bevatten. Ze ontmoeten twee oude bekenden Julius en Romea die over een document beschikken waarin sprake is van een schat verstopt in de mijn. In de woestijn wacht een huurlingenleger met een vreemde horde olifanten op nadere orders. Kurdy zal - vrijwillig, deze keer - een geschiedenis ingaan van het beschermen van een kerk die een misdadiger heeft beroofd. Wie is deze misdadiger?

## Inkleuring
Het kleurgebruik is in dit album wederom opvallend. Ditmaal wisselt Hermann plaatjes af met meer of minder kleur naargelang de sfeer daarom vraagt. Om het droge woestijnklimaat te accentueren is de kleur geel nadrukkelijk aanwezig. 